# アルドン (北オセチア)
座標: 北緯43度11分 東経44度18分 / 北緯43.183度 東経44.300度

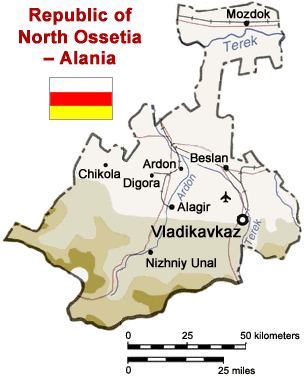
北オセチア共和国地図

アルドン（ロシア語: Ардо́н, オセット語: Ӕрыдон, Ardon）は、北オセチア共和国の町。Ardonsky地区の行政中心である。人口は1万8956人（2021年）。アルドン川の西岸に面し、首都ウラジカフカスの39km北西に位置する。アルドンは1824年に設立され、1964年に町に昇格した。アルドンは、南部のAlagirへと向かう鉄道及び道路の分岐点である。缶詰工場や麻の加工工場、農産物加工などによってこの地域の工業及び農業の中心となっている。